# Синд
Синд (урду سندھ‎, Синдх; синдхи سنڌ; англ. Sindh) — одна из четырёх провинций Пакистана и родина синдхов. Различные культурные и этнические группы проживают в Синде, включая урду, которые мигрировали из Индии во время обретения Пакистаном независимости, а также мигрантов из других провинций.
Соседние с Синдом регионы: Белуджистан на северо-западе, Пенджаб на севере, граница с Индией на востоке. Омывается Аравийским морем на юге. Основные языки: синдхи и сирайки. На санскрите провинция называлась Синдху, что означает «океан». Ассирийцы (уже в VII веке до н. э.) знали регион как Синда, персы как Абисинд, греки как Синтхус, римляне как Синдус, китайцы как Синтов, пока арабы не назвали её Синдом. Название впервые упомянуто в части Абхиррдеш (Царство Абхира) в Бхагавата-пуранае. Исторически провинция также называлась Апаранта. Синд был первым местом, из которого ислам распространялся по Индийскому субконтиненту. В результате, провинция часто упоминалась как «Баб-аль-Ислам» (Врата ислама).

## Происхождение названия
Название провинции Синд произошло от реки Sindhu (Инд), река являлась источником жизни в этой местности. Важность реки и фонетическое сходство в названии, даёт основания полагать, что название провинции Синд происходит от реки Инд. Позднее, фонетические изменения трансформировали Синд в Хинду на пехлеви и в Ходду на иврите. В языке греков, которые завоевали Синд в 325 году до н. э. под командованием Александра Великого, название превратилось в Индос, отсюда современный Инд.

## География
Синд расположен на западе Южной Азии, граничит с Иранским плато на западе. Это третья по величине провинция Пакистана, протяжённостью около 579 км с севера на юг и 442 км (наибольшее) или 281 км (в среднем) с востока на запад, площадь 140 914 км². Синд ограничен пустыней Тар на востоке, горами Киртхар с запада и Аравийским морем с юга. В центре плодородная равнина вокруг реки Инд. Разрушительные наводнения в настоящее время контролируются при помощи ирригационной системы.
Карачи стал административным центром Синда в 1936 году, вместо старых столиц Хайдарабада и Татты. Другие важные города: Шангхар, Суккур, Даду, Шаахдадкот, Шешван, Мирпур-Хас, Ларкана, Шикарпур, Навабшах, Кашмор, Умеркот, Тхарпаркар, Джейкобабад, Гхотки, Ранипур и Моро.
Главная река Инд, многими рукавами впадающая в море, делит страну на две половины — восточную и западную; первую ограничивает песчаная пустыня, вторую — голые горы. Плодородие почвы зависит от разлива Инда, затопляющего равнины в июне и до начала сентября.
Синд граничит с северным и западным Белуджистаном. Пять округов Синда — Карачи, Хайдарабад, Шикарпур, Тар и Паркар — вместе с пограничной областью Верхнего Синда, занимают всю дельту и весь нижний бассейн реки Инда.

## Климат
Субтропический регион, в Синде жаркое лето и холодная зима. Температура часто поднимается выше 46 °C в период с мая по август. Минимальная средняя температура в декабре и январе в северных и горных районах может опускаться до 2 °C. Количество осадков в среднем 178 мм, выпадают в июле и августе. Юго-западный ветер сезона дождей начинается с середины февраля и продолжается до конца сентября, в то время как прохладный северный ветер дует в зимние месяцы, с октября по январь.
Синд находится между двумя муссонами — юго-западными муссонами с Индийского океана и северо-восточными, или отступающими, муссонами с Гималаев, переходящими один в другой. Средний уровень осадков в Синде всего от 15 до 18 см в год, потери влаги за два сезона компенсируются разливами Инда, случающимися два раза в год — весной в результате таяния гималайских снегов и летом из-за дождей в сезон муссонов. Этот распорядок несколько изменился после строительства плотин и дамбы на Инде.
Климатически Синд делится на три части — Сиро (Верхний Синд, северная часть с центром в Якобададе), Вичоло (центральная часть с центром в Хайдарабаде) и Лар (нижний Синд, южная часть с центром в Карачи). В Верхнем Синде тепловой экватор проходит через Синд. Высочайшая температура была 53 °C в 1919 году. Воздух очень сух. Зимой случаются заморозки.
В центральном Синде скорость муссонных ветров в июне составляет 18 км/ч. Температура ниже, чем в Верхнем Синде, но выше, чем в нижнем Синде. Характерны сухие жаркие дни и прохладные ночи. Максимальная температура достигает 43—44 °C. Нижний Синд смягчается влажным морским климатом, юго-западными ветрами летом и северо-восточными зимой с меньшими осадками, чем в центральном Синде. Максимальная температура 35—38 °C. В Киртхаре на Холмах Горакх и других возвышенностях округа Даду зарегистрированы температуры, близкие к замерзанию, а зимой бывает редкий снег.

## Флора и фауна
| Герб               | Герб Синда              |  |
| Флаг               | Флаг Синда              |  |
| Животное провинции | Синдский каменный козёл |  |
| Птица Провинции    |                         |  |
|                    |                         |  |
| Цветок Провинции   |                         |  |
| Provincial sport   |                         |  |

В основном скудная аридная растительность, за исключением орошаемой в долине Инда. Карликовые пальмы, акации Рупестрис(кхер) и Tecomella undulata характерны для западной части региона. В долине Инда произрастает Acacia nilotica (бабул), которая является доминирующей: вырастают густые леса вдоль берегов Инда. Азадирахта индийская(мелии), Zizyphys vulgaris, Tamarix orientalis и Capparis aphylla относятся к числу наиболее распространённых деревьев.
Манго, финиковые пальмы, совсем недавно высаженные бананы, гуавы, апельсины и чику являются типичными плодовыми деревьями. В прибрежной полосе и вдоль ручьёв изобилуют полу-водные и водные растения, а также в прибрежных островах дельты растут Avicennia tomentosa (Тиммер) и Ceriops candolleana (чаунир). Водяные лилии растут в изобилии в многочисленных озёрах и водоемах, особенно в нижнем Синде.
Среди диких животных Синдский каменный козёл (сарех), дикий баран (уриал или гадх) и чёрный медведь распространены в западном гористом регионе, но Леопарды настоящее время редки. Олени обитают в нижней каменистой равнине и на востоке, как и в полосатые гиены (чаракх), шакалы, лисы, дикобразы, серые мангусты, ежи. В Киртхаре, в национальном парке Синда, есть проект по разведению тигров и азиатских слонов.
Phartho (свиной олень) и дикий медведь обитают в основном в центральном ирригационном поясе. Распространены различные летучие мыши, ящерицы и другие рептилии, в том числе кобры, лунди (змея), и синдские крайты. Крокодилы встречаются редко и обитают только в заводях Инда и восточного канала Нара. Кроме того, наличествует большое разнообразие морских рыб, дельфинов, китов и морских коньков. Морские рыбы палло нерестятся в Инде с февраля по апрель.

## История
Индская цивилизация больше всего известна по археологическим находкам. Области, из которых состоит Пакистан, имеют собственную историческую индивидуальность, а Синд являлся одной из наиболее важных областей. Доисторическое поселение Кот-Диджи в Синде дают важную информацию для реконструкции связи древнейшей истории Пакистана с 2500 года до н. э. и на протяжении 300 лет. Доказательства существования новых элементов пре-Хараппской культуры прослеживаются здесь. Когда деревни в Белуджистане ещё боролись против горных условий, народ высокой культуры пытался отстоять себя в Кот-Диджи, одном из наиболее развитых мест городской цивилизаций древнего мира, которая процветала между 2500 и 1500 годом до н. э., в Индской цивилизации городов Мохенджо-Даро и Хараппа люди обладали высоким уровнем искусства и ремесла, хорошо развитой системой квази-пиктографического письма, которое, несмотря на все попытки, до сих пор не расшифровано. Поразительные руины прекрасно спланированных Мохенджо-Даро и Хараппы, кирпичные дома простолюдинов, дороги, публичные бани и дренажная система предполагают счастливую жизнь организованной общины. Эту цивилизацию сейчас отождествляют с доарийской и, по всей вероятности, Дравидской цивилизацией, которая была завоёвана вторгнувшимися ариями. Брауи — это остаток цивилизации, процветавшей в долине Инда.
Далее последовали другие цивилизации, которые дошли до нас в виде различных археологических культур, таких как Джхангар и Джхукар и др.
В древние времена, территория современного Синда была известна как Саувира, а также как Синдудеш, Синдом издавна называют реку Инд, а суффикс «деш» означает страна или территория.
При появлении на Инде Александра Великого Синд был подчинен 4-м князьям; позже короткое время образовал провинцию Бактрия; в 708—712 г. завоёван арабами, арабский полководец Мухаммед ибн ал-Касим захватил провинцию. Последовавшие за этим мусульманские набеги на Раджпутану и Гуджарат были отражены гуджаратами; с 746 г. стал подвластен раджпутским царям; в 1025 г. здесь утвердились Газневиды; позже здесь владычествовали местные, принявшие ислам династии; в 1591 г. завоевана Великим Моголом, в 1740 г. — Надир-шахом персидским. Первые английские фактории появились в 1758 г.; в 1843 г. сделана провинцией Синд Британской Индии.
С 14 августа 1947 — провинция в составе независимого Пакистана.
В августе 2011 года в Синде произошло сильнейшее наводнение, в результате которого погибло свыше 200 человек.

## Пакистанская резолюция и Синдская Ассамблея
В Синде собрание было первым в Британской Индии подписавшее резолюцию о провозглашении Пакистана. Г. М. Сиед, один влиятельный активист синдхов, революционер и суфий и один из важнейших лидеров за присоединие к мусульманской лиги в 1938 году, он представил Пакистан резолюции в Синдской Ассамблеи. Г. М. Сиед может справедливо считаться основателем синдского национализма.

## Население и общество
| Индикаторы демографии Синда (2017)           | Индикаторы демографии Синда (2017) |
| Показатель                                   | Статистика                         |
| -------------------------------------------- | ---------------------------------- |
| Городское население**                        | 52,02 %                            |
| Сельское население**                         | 47,98 %                            |
| Темп роста населения**                       | 2,41 %                             |
| Половое соотношение (мужчин на 100 женщин)** | 108,58                             |
| Экономически активное население              | 22,75 %                            |
| ** данные за 2017 год                        |                                    |

По данным переписи 2017 население провинции составляет 47 886 051 жителей, и среднегодовые темпы прироста с 1998 года составили в среднем 2,41 %. По переписи Пакистана 1998 года население Синда составляет 30,4 млн, сейчас около 40—42 миллионов учитывая темпы роста в 2 % — 2,8 %. В 1891 было 2 871 774 жителя. Меньше половины городских жителей, большинство в Карачи, Хайдарабаде, Суккуре, Мирпур-Хасе, Навабшахе, Умеркоте и Ларкане. Синдхи — единственный официальный язык в Синде с XIX века. По распространённости: на синдхи говорят 59,73 %; урду 21,05 %; пенджаби (6,99 %); пушту (4,19 %); гуджарати (3,0 %); белуджский язык (2,11 %); сераики (1,00 %) и другие (1,93 %). Другие языки включают кутчи (оба диалекта синдхи), кховар, тхари (близок раджастхани), персидский язык и брауи.
Синдское население в большинстве мусульмане (91,32 %), но Синд также родина большинства (93 %) пакистанских индуистов, составляющих 7,5 % населения провинции. Половина индуистов иммигрировала в Индию, во время обретения независимости. Небольшие группы христиан (0,97 %), Ахмадие (0,14 %); парсов или зороастрийцев, сикхов и крошечная иудейская община (около 500 человек) существуют в провинции.
Синдхи в целом представляют собой потомков древнего народа, который назывался Саммаат, различные подгруппы родственные Сераики или Белуджи происходят из внутренних частей синда. Синдские белуджи составляют больше 30 % всего населения Сиинда, тогда как урдуязычные мухаджиры составляют всего 20 % населения провинции. Также в провинции проживают небольшие группы, утверждающих, что происходят от ранних переселенцев таких мусульманских народов, как арабы, турки, пуштуны и персы.

## Синдский язык
Синдху (Арабское: سنڌي, Деванагари: सिन्धी) язык, на котором говорят около 15 млн человек в провинции Синд.
Это индоевропейский язык, близкий к Кутчи и другим индоарийским языкам региона. Влияние тюркских и персидского языка заметно. Используется арабское письмо.

## Синдхская литература
Синдхская литература (Sindhi : سنڌي ادب)- литература на языке народа синдхи в пакистанской провинции Синд, состоит из поэзии и прозы. Она сформировалась под влиянием многих культур в низовьях реки Инд.Древнейший памятник синдхской литературы- «Махабхарата».

## Административное деление
Существует 23 округа в Синде:
1. Карачи — 6 округов
2. Джамшоро
3. Татта
4. Бадин
5. Тхарпаркар
6. Умеркот
7. Мирпур-Хас
8. Тандо-Аллах-Яр
9. Наушахро-Ферозе
10. Тандо-Мухаммад-Хан
11. Хайдарабад
12. Сангхар
13. Хайрпур
14. Шахид-Беназирабад (до 2008 года — Навабшах)
15. Даду
16. Камбар-Шахдадкот
17. Ларкана
18. Матияри
19. Готки
20. Шикарпур
21. Джейкобабад
22. Суккур
23. Кашмор

## Главные города
- Бадин
- Даду
- Дахарки
- Дипло
- Готки
- Гхамбат
- Хала

Хайдарабад
- Джейкобабад
- Джамшоро
- Карачи
- Исламкот
- Кашморе
- Хайрпур
- Ларкана
- Майпур-Мадзело
- Мирпур-Хас
- Митхи
- Насарпур
- Навабшах
- Рахарки
- Ранипур
- Ратодеро
- Сангхар
- Секхат
- Шикарпур
- Собходеро
- Рохри
- Суккур
- Тандо-Адам
- Тандо-Муммадхан
- Татта
- Убаро
- Умаркот
- Моро

## Правительство
- Однопалатная Провинциальная Ассамблея Синда, включает 168 парламентариев, из которых 5%-не мусульмане и 17%-женщины. Административный центр провинции — город Карачи.
- Губернатор: Ишрат-уль-Ибад Хан
- Глава Правительства: Каим Али Шах
- Официальный Сайт Правительства

## Политика
Синд — оплот Пакистанской народной партии (ПНП). Она главная политическая сила в Синде. Синд считается домом ПНП. Движение Муттахида Кауми (ДМК) вторая по силе партия и базируется в Карачи.

## Экономика
Синд занимает 2-е место в экономике после Пенджаба в Пакистане. Исторически сложилось так, что вклад Синда в ВВП был от 30 % до 32,7 %. Реальная доля в сфере обслуживания в диапазоне от 21 % до 27,8 %, а в сельскохозяйственном секторе с 21,4 % до 27,7 %. В производственном секторе от 36,7 % до 46,5 %, что объясняется хорошо налаженной промышленностью.
Обладая доступом к морю, Синд является крупным центром экономической активности в Пакистане и имеет весьма диверсифицированную экономику, начиная с тяжелой промышленности и финансов в центре и вокруг Карачи и заканчивая сельскохозяйственными районами вдоль Инда. Производство включает в себя машиностроительную продукцию, цемент, пластмассы, а также ряд других товаров.
Сельское хозяйство является очень важным в Синде. Хлопок, рис, пшеница, сахарный тростник, бананы и манго — наиболее важные культур. Синд является богатейшей провинцией по запасам природных ресурсов газа, нефти и угля.

## Искусство и ремесло
Ремеслов синдских мастеров насчитывает 5000 лет. В Синде смешались художественные стили многих стран. Используется глина, металл, дерево, камень или ткань, с цветочными и геометрическими узорами — арабское влияние.
Шитьё Аджрак, керамика, кожи, ковры, текстиль, ткани, шелк, который, по конструкции и отделки, являются уникальным. Главными статьями производства являются одеяла, грубая хлопчатобумажная ткань (суси) верблюжьи сёдла, металлоконструкций, лакированные изделия, эмаль, золотые и серебряные вышивки. Хала славится керамикой и черепицой; Бубак коврами; Насирпур, Гамбат и Тхатта хлопком. В Джэохи производят керамику, металлические сосуды в Шикарпуре, вышивку, кожу в Тхарпаркаре и лакированные поделки в Кандхакоте.
Находки в Мохенджо-Даро, гравюры на различных кладбищах, а также архитектурные памятники Некрополя Макил и других памятников дают представление о вкусах жителей древнего Синда.
Современная живопись и каллиграфия также развиваются в последнее время; среди молодёжи модно коллекционировать живопись.

## Культурное наследие
Синд имеет богатое наследие традиционных ремесел, которое сложилось на протяжении веков. Пожалуй, наиболее яркая экспозиция синдской культуры и ремесла в Хале, городе примерно в 30 километрах от Хайдарабада. Хальские ремесленники имеют высокое качество изготовления деревянных изделий, текстиля, картин, изготовления бумаги ручной работы, голубой керамики и т. д. Лакированная древесина работы мастеров из Джанди, росписи по дереву, керамические плитки и керамические изделия из Каши, ручное шитьё из Хади, Суси и Аджрака — ярчайшие представители синдского ремесла.
В Синде создана организация, объединяющая ремесленников, мелких и средних производителей. Эта организация помогает в развитии ремесла, обеспечивает связь продавцов и покупателей, издаёт справочник «Ремесленные изделия Синда».
Работы синдских мастеров ещё раньше продавались на рынках Армении, Багдада, Басры, Стамбула, Каира и Самарканда. Лакированное дерево из Синда можно поставить на один уровень с китайским. Синдские расшитые ткани также пользовались огромным успехом.
Уникальные шали Аджрак, хлопчатобумажные ткани и индиго до сих пор высоко ценят на Ближнем Востоке.
Покрывала Рилхи и синдские тюрбаны часто вывозятся туристами в качестве сувенира.

## Образование
Таблица образованности на 1998 год.
| Квалификация           | Городское  | Сельское   | Всего      | Процент населения (%) |
| ---------------------- | ---------- | ---------- | ---------- | --------------------- |
| —                      | 14 839 862 | 15 600 031 | 30 439 893 | —                     |
| Нижнее начальное       | 1 984 089  | 3 332 166  | 5 316 255  | 100,00                |
| Начальное              | 3 503 691  | 5 687 771  | 9 191 462  | 82,53                 |
| Среднее                | 3 073 335  | 2 369 644  | 5 442 979  | 52,33                 |
| Полное                 | 2 847 769  | 2 227 684  | 5 075 453  | 34,45                 |
| Среднее                | 1 473 598  | 1 018 682  | 2 492 280  | 17,78                 |
| Бакалавры              | 106 847    | 53 040     | 159 887    | 9,59                  |
| Магистры               | 1 320 747  | 552 241    | 1 872 988  | 9,07                  |
| Дипломники             | 440,743    | 280 800    | 721 543    | 2,91                  |
| Другие Научные степени | 89 043     | 78 003     | 167 046    | 0,54                  |

Есть шесть Кадетских училищ, с довольно строгими правилами отбора. Они финансируются за счёт государственного бюджета, но есть и платное образование.

## Достопримечательности
Синд известен руинами Мохенджо-Даро около Ларканы. Исламская архитектура занимает довольно видное место в этой провинции: Джама Масджид в Татте, построенный могольским императором Шах-Джаханом, и множество мавзолеев, в том числе очень старый Шахбаз Каландер, принадлежавший иранским суфиям, и красивый мавзолей Мухаммад Али Джинна, известный как Мазари-Куаид в Карачи.
- Арор (руины древнего города) около Суккура.
- Гробница Чауканди, Карачи.
- Форты Хайдарабад и Умеркот
- Холм Горакх около Даду.
- Каху-Джо-Дарро, Мирпур-Хас.
- Мост Котри около Хайдарабада.
- Некрополь Макил, Татта.
- Мазар-и-Куаид, Карачи.
- Минар-э-Мир Масум Шах, Суккур.
- Мохатта дворц-музей, Карачи.
- Рани Багхе, Хайдарабад.
- Форт Раникот, Санна.
- Руины Мохенджо-Даро и музей, рядом с Ларканой.
- Садху Бела возле храма в Суккуре.
- Мечеть Шахджахана, Татта.
- Усыпальницы Шах Абдул Латиф Бхитаи, Бхит Шаха.
- Усыпальницы Шахбаз Каландер, Сехван-Шаирф.
- Суккурский мост.
- Кота Диджи Форт, Кот-Диджи
- Талпурский Дворец Фаиз Махал, Хайрпур.